# Casey (Iowa)
Casey és una població dels Estats Units a l'estat d'Iowa. Segons el cens del 2000 tenia 478 habitants.

## Demografia
Segons el cens del 2000, Casey tenia 478 habitants, 203 habitatges, i 129 famílies. La densitat de població era de 249,4 habitants per km².
Dels 203 habitatges en un 29,1% hi vivien nens de menys de 18 anys, en un 49,3% hi vivien parelles casades, en un 9,4% dones solteres, i en un 36% no eren unitats familiars. En el 32% dels habitatges hi vivien persones soles el 19,7% de les quals corresponia a persones de 65 anys o més que vivien soles. El nombre mitjà de persones vivint en cada habitatge era de 2,35 i el nombre mitjà de persones que vivien en cada família era de 2,96.
Per edats la població es repartia de la següent manera: un 26,8% tenia menys de 18 anys, un 5,4% entre 18 i 24, un 25,5% entre 25 i 44, un 18,6% de 45 a 60 i un 23,6% 65 anys o més.
L'edat mediana era de 39 anys. Per cada 100 dones de 18 o més anys hi havia 94,4 homes.
La renda mediana per habitatge era de 35.000 $ i la renda mediana per família de 40.000 $. Els homes tenien una renda mediana de 27.917 $ mentre que les dones 24.167 $. La renda per capita de la població era de 15.189 $. Entorn del 7,4% de les famílies i el 9,2% de la població estaven per davall del llindar de pobresa.

## Poblacions més properes
El següent diagrama mostra les poblacions més properes.